# Ankondromena
Ankondromena is een plaats en gemeente in Madagaskar gelegen in het district Miandrivazo van de regio Menabe. Er woonden bij de volkstelling in 2001 ongeveer 8000 mensen. De plaats heeft een lokaal vliegveld.
In de plaats is basisonderwijs beschikbaar. 70% van de bevolking is landbouwer en 25% houdt zich bezig met de veeteelt. Het belangrijkste gewas is rijst, maar er wordt ook cassave en zoete aardappelen verbouwd. 5% van de bevolking is werkzaam in de dienstensector.